# Sinorogomphus nasutus
Sinorogomphus nasutus е вид водно конче от семейство Cordulegastridae. Видът не е застрашен от изчезване.

## Разпространение
Разпространен е във Виетнам и Китай (Гуандун, Гуанси, Гуейджоу, Джъдзян, Фудзиен и Хунан).

## Описание
Популацията на вида е стабилна.